# 1716 en littérature
| Années de la littérature : 1713 - 1714 - 1715 - 1716 - 1717 - 1718 - 1719    |
| Décennies de la littérature : 1680 - 1690 - 1700 - 1710 - 1720 - 1730 - 1740 |

Cet article présente les faits marquants de l'année 1716 en littérature.

## Événements
- 2 janvier : Philippe V signe le décret de création de la Real Biblioteca ó Librería pública de Madrid, future Bibliothèque nationale d'Espagne[1].

- 3 avril : Montesquieu est reçu à l'Académie de Bordeaux[2].

- 4 mai : François-Marie Arouet est exilé à Tulle sur ordre du Régent pour des vers injurieux sur les relations amoureuses du Régent et de sa fille la duchesse de Berry. Son père use de son influence pour atténuer sa disgrâce et il est accueilli à Sully-sur-Loire chez le duc de Sully[3].

- 18 juin : la Dissertation sur la politique des Romains dans la religion de Montesquieu est lue devant l'Académie de Bordeaux, prélude à ses Considérations[4].
- 21 juin : début de la construction à Oxford de l'All Souls College Library, sur un plan de Nicholas Hawksmoor, bibliothèque achevée en 1751[5].

- 13 juillet : Montesquieu est reçu comme président à mortier au parlement de Bordeaux[2], charge qu'il a hérité de son oncle Jean-Baptiste de Secondat décèdé le 24 avril (lettres de provision du 29 juin) avec le titre de baron de Montesquieu[6].
- 16 novembre : la Dissertation sur le système des idées de Montesquieu est lue à l'Académie de Bordeaux[7].

## Parutions
- Édition du Kangxi Zidian, le « Dictionnaire de caractères de Kangxi », un grand dictionnaire le la langue chinoise rédigé par plus de trente philologues et savants depuis 1711 sur ordre le l'empereur de Chine Kangxi[8].
- Publication à Pékin de la version mongole du roman picaresque tibétain « l'Épopée du roi Gesar », première version imprimée connue, qui relate les aventures d’un héros d’origine divine[9]
- Marivaux, L’Homère travesti : ou l’Iliade en vers burlesques, vol. 1, Paris, Pierre Prault, 1716 (présentation en ligne), parodie burlesque.
- Édition posthume des Œuvres de Nicolas Boileau chez Claude Brossette à Genève. Elle contient la première publication autorisée de la Satire XII - Sur l'équivoque, composée en 1705, interdite par le roi Louis XIV[10]. La première édition connue de cette satire est imprimée en 1711, apparemment à Amsterdam[11].
- John Gay, Trivia : or, the Art of Walking the Streets of London, London, Bernard Lintot, 1716 (présentation en ligne), « Trivia, ou l'Art de marcher dans les rues de Londres », poème librement inspiré des Géorgiques de Virgile .

## Décès
- 28 février : Giovanni Lorenzo Lucchesini, jésuite et homme de lettres italien (° 1638).